# Stecknitz-Delvenau
Stecknitz-Delvenau este o arie protejată (arie specială de conservare — SAC, sit de importanță comunitară — SCI) din Germania întinsă pe o suprafață de 259 ha, integral pe uscat.

## Localizare
Centrul sitului Stecknitz-Delvenau este situat la coordonatele 53°24′47″N 10°37′20″E / 53.4131°N 10.6222°E.

## Înființare
Situl Stecknitz-Delvenau a fost declarat sit de importanță comunitară în aprilie 2004 pentru a proteja un număr necunoscut de specii din flora spontană și fauna sălbatică aflate în arealul zonei. Situl a fost protejat și ca arie specială de conservare în august 2016.

## Biodiversitate
Situată în ecoregiunea continentală, aria protejată conține 2 habitate naturale: Liziere de ierburi înalte hidrofile de câmpie și de nivel montan până la alpin, Fânețe de joasă altitudine (Alopecurus pratensis, Sanguisorba officinalis).
La baza desemnării sitului se află un număr nedeclarat de specii protejate: